# John T. Graves
John T. Graves, Esq. (Dublino, 4 dicembre 1806 – Cheltenham, 29 marzo 1870) è stato un giurista e matematico irlandese.
Era amico di William Rowan Hamilton, che da lui ebbe l'ispirazione per la scoperta dei quaternioni; fu lo scopritore degli ottetti, da lui chiamati ottave. Era il fratello del matematico Charles Graves.